# Tenenebo Village
Tenenebo Village är en ort i Kiribati.   Den ligger i örådet Tabuaeran och ögruppen Linjeöarna, i den västra delen av landet, 3 100 km öster om huvudstaden Tarawa. Tenenebo Village ligger 10 meter över havet och antalet invånare är 461.
Terrängen runt Tenenebo Village är mycket platt.  Tenenebo Village är det största samhället i trakten. 